# Jean-Pierre Blanchard

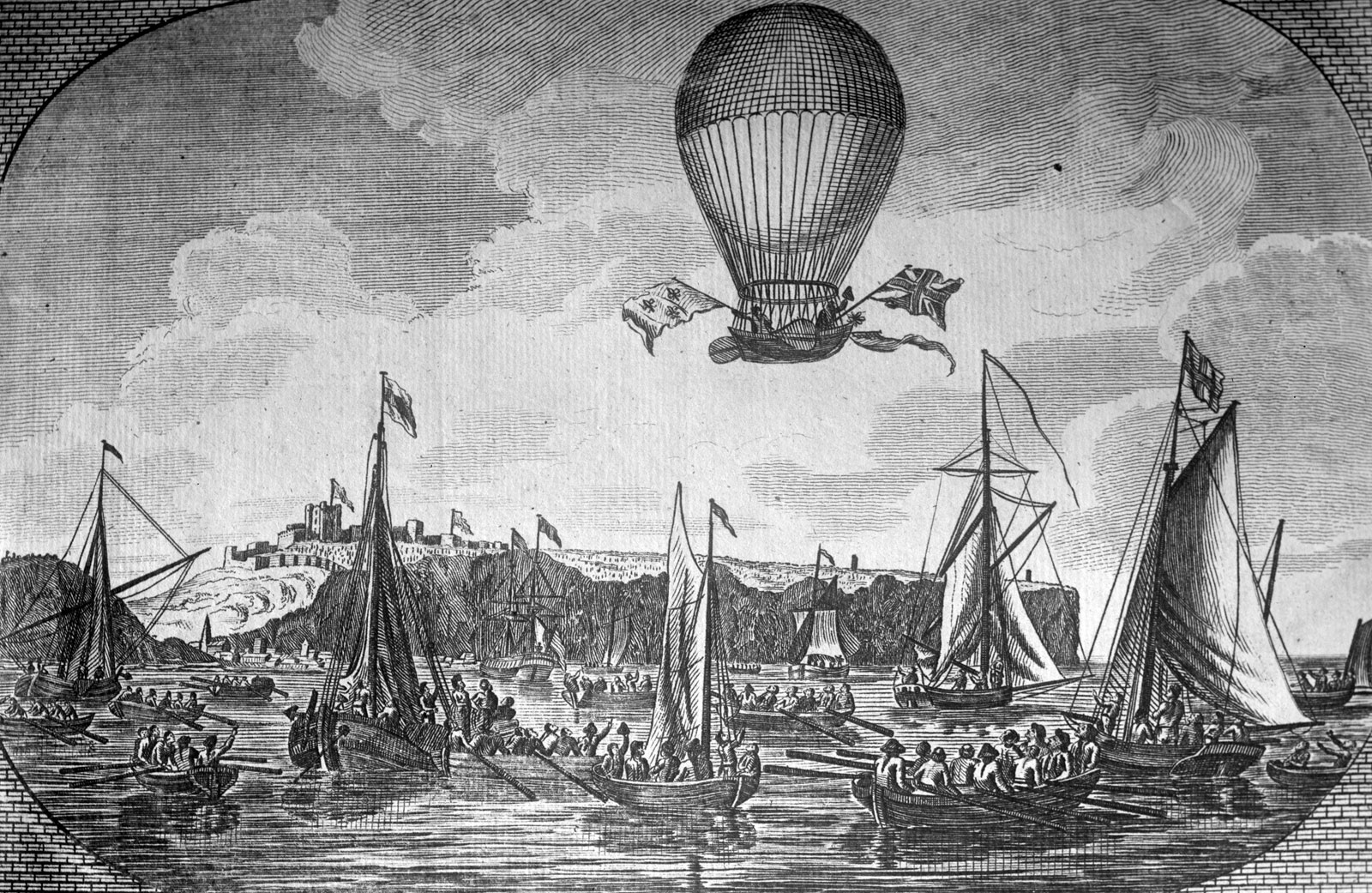
Blanchard över Engelska kanalen

Jean-Pierre Blanchard, född 4 juli 1753 i Les Andelys, död 7 mars 1809 vid Paris, var en fransk luftfartspionjär.
Han gjorde 1784 sin första uppstigning i vätgasballong. Året därpå väckte han uppseende genom en ballongfärd, som han i sällskap med amerikanen John Jeffries företog från Dover till Calais den 7 januari 1785. Tillsammans ska Blanchard ha företagit 66 luftresor. Under en av dessa luftresor testade han en fallskärm genom att släppa en från ballongen, med en hund fastsatt vid fallskärmen. Han gjorde sedan flera lyckade fallskärmshopp och visade upp sin ballong i såväl Europa som Nordamerika. På den sista resan fick han ett slaganfall och dog.
Hans änka, Sophie Blanchard, fortsatte ballongfärderna, men omkom i Paris 1819, då hon ville visa publiken ett fyrverkeri i luften. Ballongen antändes och störtade ned.